# Здание Тенишевского училища

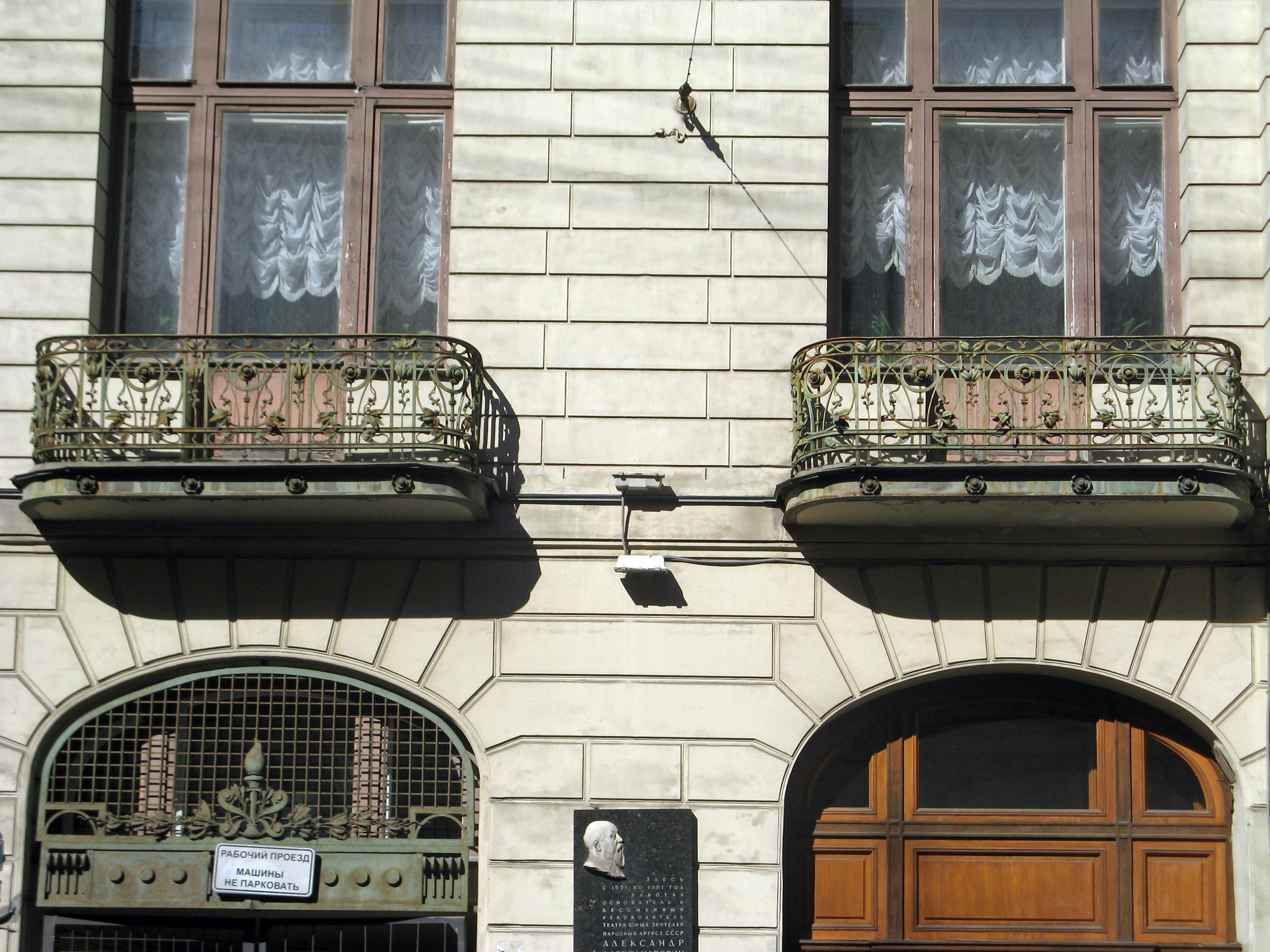
Фрагмент фасада здания

Здание Тенишевского училища — памятник истории. Расположен в Центральном районе Санкт-Петербурга, современный адрес дома — Моховая улица, 35.
На момент приобретения участка Тенишевым в 1898 году здесь стояло двухэтажное здание с флигелями. Проект был утверждён Городской управой 10 июня 1899 года, новое здание было построено в 1899—1900 годах Р. А. Берзеном (ходили слухи об участии в проектировании И. С. Китнера, но с его собственных слов он лишь дал незначительные советы). Подрядчиком стройки был Я. П. Кузнецовский, каменные работы произвёл Воробьёв, штукатурные — Копонов, металлические украшения сделала фирма «Карл Винклер». Вместо триглифов здание украшено «пятиглифами», лавром, картуши чередуются с плоскими кружками.
Фасад крупномасштабный, в стиле модерн, украшен вытянутыми на высоту трёх этажей трёхгранными эркерами трапециевидного сечения, балконами с решётками растительного орнамента, различные по форме и величине оконные проёмы. «Образной характеристики» и отражения внутренней планировки во внешнем облике здания нет, но в корпус на улицу вынесена аудитория с амфитеатром и побочные помещения, а во дворовый корпус, дальше от уличного шума — классы; дворы здания позволяли как освещать кабинеты, так и предоставлять детям место для игры. Металлические балки, перекрывающие окна, не были заштукатурены и были украшены розетками из кованого железа.
Между кухней в мезонине и столовой было сделано подъёмное устройство, на крыше стояла учебная обсерватория, в здании была своя оранжерея. В числе помещений здания были сделаны классы, кабинеты, спортивный зал и театральный зал в форме амфитеатра на 500 мест. Частично интерьеры были реконструированы в 1903 году по проекту А. П. Максимова (после того, как владелец умер и новой владелицей стала его вдова, не любившая училище за большое количество вложенных денег в малое количество детей и семей и малую доходность, которая могла быть повышена с повышением вместимости). В 1914 году зал был переоборудован В. Э. Мейерхольдом — был разобран партер, сделана орхестра. Просцениум был приподнятым, он соединялся ступенями с нижней полукруглой игровой площадкой, разделяющего сцену и зал занавеса не было.
В 1922 году зал был предоставлен Театру юных зрителей А. А. Брянцева, устройство сцены позволяло вовлекать детей в театральное действие. Театр занимал зал 40 лет. С 1920-х годов здание также использовалось трудовой школой, позднее — автомобильно-дорожным техникумом и педагогическим училищем, с 1970-х годов в нём располагается учебный театр «На Моховой» РГИСИ.
При сравнении с оригинальным чертежом видно, что дворовый корпус перестраивался — вместо мансарды с обсерваторией был сделан полноценный этаж, из трёх арок между первым и вторым двором осталась только правая, а две другие были застеклены, из оранжереи была сделана галерея во дворе между корпусами. Если внешний фасад решён в стиле раннего модерна, то дворовый корпус — в чертах рационалистического модерна.
В 2000—2020 годах здание реставрировалось; фасадам была возвращена оригинальная рустовка.